# Ozero Najda
Ozero Najda (ryska: Озеро Найда) är en sjö i Belarus.   Den ligger i voblasten Homels voblast, i den centrala delen av landet, 200 km söder om huvudstaden Minsk. Ozero Najda ligger 125 meter över havet.
I omgivningarna runt Ozero Najda växer i huvudsak blandskog. Runt Ozero Najda är det glesbefolkat, med 14 invånare per kvadratkilometer.